# Boletin de la Sociedad Cubana de Orquideas
Boletín de la Sociedad Cubana de Orquideas (abreviado Bol. Soc. Cub. Orquid.) fue una revista con ilustraciones y descripciones botánicas que fue editada en La Habana. Se publicaron 5 números desde 1943 hasta  1959.